# Die Hochzeit von Valeni (film 1912)
Die Hochzeit von Valeni è un cortometraggio muto del 1912 diretto da Adolf Gärtner.

## Produzione
Il film fu prodotto dalla Messter's Projection GmbH (Berlino).

## Distribuzione
Fu distribuito nel 1912.